# 湧水

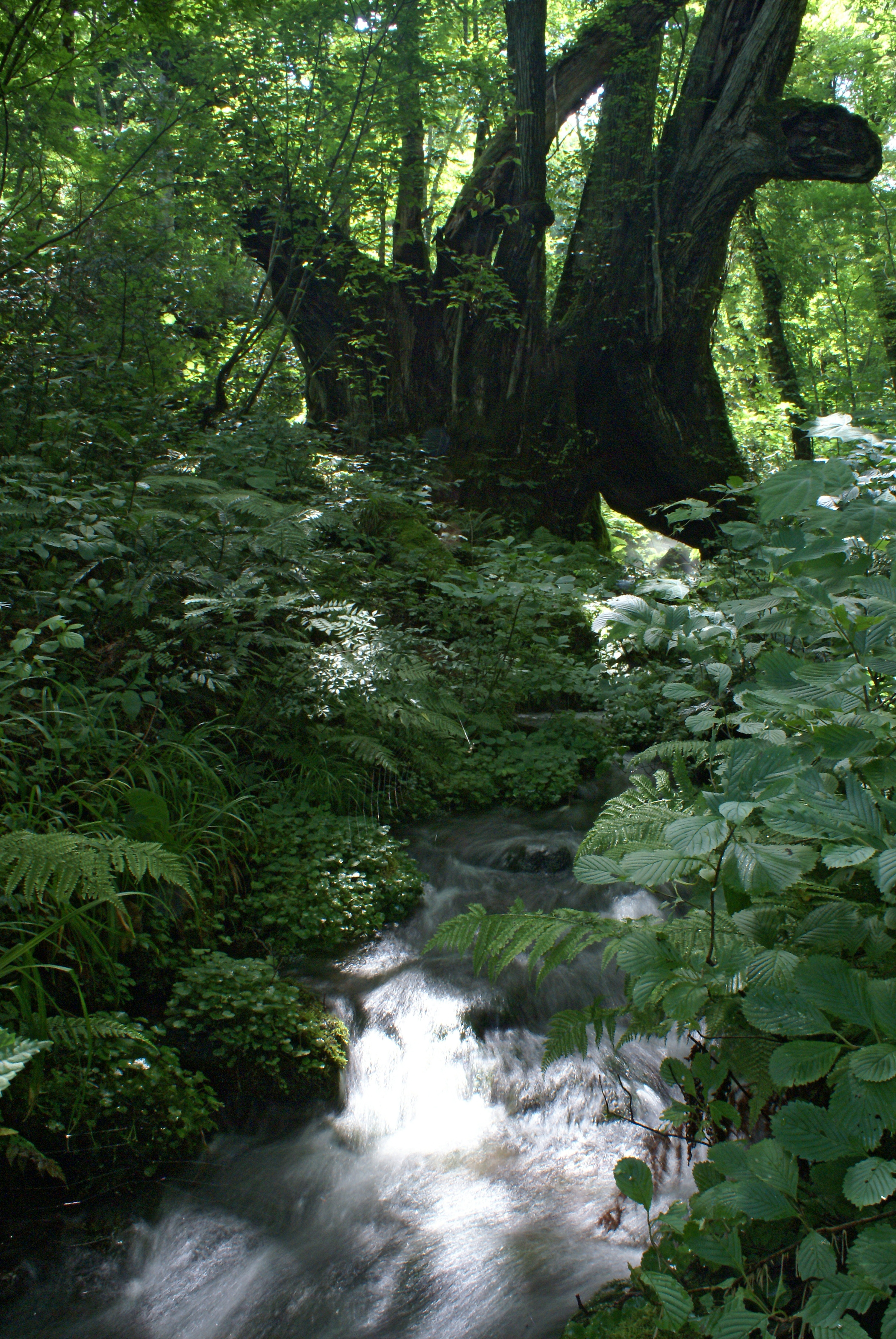
高層湿原の湧水の例：瀞川平（但馬高原植物園内、兵庫県香美町）

湧水（ゆうすい）は、地下水が地表に自然に出てきたもののことである。湧き水（わきみず）や泉（いずみ）、湧泉（ゆうせん）ともいう。大規模な湧水はそのまま川の源流となることもある。

## 湧出機構
山間部に降った雨や雪が、地表を流出せず、山滝部から湧き出すもので、地下水の水頭（地下水ポテンシャルと大気圧の平衡する高さ）が地表よりも高く、かつその地下水が地表に出てくる地質条件が満たされている場所において、地下水が湧出し、水が湧き出る（湧泉）。このような地形は、沢の谷頭（こくとう、たにがしら）部、山地と平地（へいち）の境目、台地や河成段丘の崖線沿い、扇状地の末端（扇端部）、火山周辺の溶岩流末端などが多い。また、石灰岩等の炭酸塩岩類の洞窟は地下水による浸食で形成されたものであり、現状においても内部に水流が見られることが多いことから、鍾乳洞（石灰洞）の洞口も湧水地点となることがある。
気象条件・人為作用などにより地下水位が上下することで、湧出量が増減したり、時には枯渇したりする。しかしその変動は、一般的には河川水におけるそれよりも小さく、得られる水量が気象条件によって左右される度合いが少ない、言い換えれば安定した水資源となっている例が多い。
砂漠では湧水によりオアシスが形成されることもある。
凍結すると、湧水が凍って発達し氷丘ができるが、これを中国語で涎流氷と呼ぶ。

## 湧出の利用と管理

中国雲南省の湧水。農業用水として利用される。現地住民が相互利益に配慮して管理しているローカル・コモンズである。

湧水は地表水に比べると安定した供給が見込まれることから、古くから飲料、洗濯、農業などに広く利用され、地域住民の生活や生業に深く結びついた存在である。
沖縄県のように河川の水資源に乏しい島々では、地域住民が湧水を特に大切に利用、管理してきた。また、開発途上国にあっても、上水道が未整備な地域や安全な水へのアクセスが制限されている地域が広範に残っているために、湧水は井戸とならんで住民にとって大切な生活用水となっている。
湧水の農業用水としての利用も広い範囲で行われている。近年では低位にある河川などの真水をポンプを用いて汲み上げて配水し、農業利用する場合が多い。しかし、高位に湧き出る真水は、量さえ確保できれば高低差を利用して容易に配水することができる。そのため、湧水は古くから動力を用いないで済む農業用水として利用されてきた。ただし、高所に降った雨や雪を起源とする湧水は、そのままでは農業用水としては水温が低すぎる場合があり、この場合はわき出た水をいったん池にためて水温を上げるという工夫が必要になることがある。
このように湧水は伝統的に地域コミュニティの住民によって共有資源として利用管理されていた。しかし、上水道や農業用水路の整備、大規模な工業用水など地下水の汲み上げ利用にともなって、湧水の利用、管理は地域住民の手から離れつつあり、そのために住民の参加しなくなった湧水、水源の荒廃が危惧されている。こうした中で地域住民を湧水の利用者、管理者として評価しようという草の根民活論が注目されている。日本では、1985年（昭和60年）に、当時の環境庁が選定した名水百選、および、2008年（平成20年）選定の平成の名水百選は、そのような現状をふまえ、地域の暮らしにとけ込んだ水資源のうち「地域住民等による主体的かつ持続的な水環境の保全活動が行われているもの」を顕彰する目的で選定が行われ、選定対象の大半は湧水であった。
なお、湧水を利用した給水システムを江戸時代に完成し、現在に至るまでその維持活動が活発に行われている地域がある。滋賀県高島市針江区には弥生時代から存在しているといわれる、湧水と井戸を融合させた川端（かばた）システムがある。
各所の湧水で水の持ち帰りを行えるが、あまり大量の水を持ち帰るのは勧められない。
湧水の大半は何の処理もされていない天然の物なので時間が経過すると共に雑菌類が繁殖し、飲用に適さなくなるためである。
よって汲んだ場合はできるだけ早く使うことが望ましい。
湧水地は見た目にも美しいため、静岡県清水町の柿田川湧水や鹿児島県湧水町の霧島山麓丸池湧水など、景勝地として有名な場所も多い。

## 湧水のさまざまな呼び方
湧水は地域とその歴史などから、日本では古来からさまざまな呼び方がされている。これらには「清水（しょうず、しみず）」、「お清水（おしょうず）」、「生水（しょうず）」、「出水（いでみず、でみず）」、「涌水（ゆうすい、わきみず）」、「泉水（せんすい）」、「どっこん水（すい）」などがある。